# 万花筒珊瑚
万花筒珊瑚(学名：Goniopora lobata)，又稱團塊管孔珊瑚，是分布于西太平洋珊瑚礁海域的一种珊瑚。其躯体可达5-10公分。每个长管形珊瑚虫有24只触手。颜色多为褐色、灰色和蓝色，但也有紅色與綠色，在海水魚缸的水族市場上，則被稱爲單苞珊瑚，屬於十分受歡迎的品項。